# Патријарх града Јерусалима и све Палестине
Патријарх града Јерусалима и све Палестине (грч. Πατριάρχης τῆς Ἁγίας Πόλεως Ἱερουσαλήμ καί πάσης Παλαιστίνης) званична је титула предстојатеља Јерусалимске патријаршије.
Јерусалимска патријаршија је једна од најстаријих, четврта је у диптиху православних аутокефалних цркава — послије Цариградске, Александријске и Антиохијске патријаршије.
Кандидата којег су изабрали Сабор и Синод за патријаршијски трон одобравају три стране: власти Израела, Јордана и Палестине.
Теофил III је од 22. августа 2005. предстојатељ Јерусалимске патријаршије.